# Регия
Регията (на латински: Regia) в Древен Рим е сграда в източната страна на Римския форум съвсем близо до храма на Веста.
Регията е построена от Нума Помпилий (упр. 717 – 673 пр.н.е.). Регията първо е собственост на царете и през ок. 509 пр.н.е. става седалище на Рекс Сакрорум, царят на свещените обреди.